# АЭС Макгуайр
АЭС Макгуайр (англ. McGuire Nuclear Station) — действующая атомная электростанция на востоке США.
Станция расположена на берегу искусственного озера Норман в округе Мекленберг штата Северная Каролина, в 27 км на северо-запад от Шарлотт.

## Информация об энергоблоках
| Энергоблок | Тип реакторов            | Мощность | Мощность | Начало строительства | Физпуск    | Подключение к сети | Ввод в эксплуатацию | Закрытие |
| Энергоблок | Тип реакторов            | Чистый   | Брутто   | Начало строительства | Физпуск    | Подключение к сети | Ввод в эксплуатацию | Закрытие |
| ---------- | ------------------------ | -------- | -------- | -------------------- | ---------- | ------------------ | ------------------- | -------- |
| Макгуайр-1 | PWR, W (4-loop) (ICECND) | 1160 МВт | 1215 МВт | 01.04.1971           | 08.08.1981 | 12.09.1981         | 01.12.1981          | —        |
| Макгуайр-2 | PWR, W (4-loop) (ICECND) | 1158 МВт | 1215 МВт | 01.04.1971           | 08.05.1983 | 23.05.1983         | 01.03.1984          | —        |